# Филатова, Нина Григорьевна
Нина Григорьевна Филатова (в девичестве — Абрамова; род. 17 января 1950) — советская гребчиха. Заслуженный мастер спорта СССР (1972).
Тренировалась под руководством Евгения Михайловича Морозова.
Трёхкратная чемпионка Европы (1971, 1972, 1973). На чемпионате мира 1974 года в Люцерне стала серебряной призёршей в составе восьмёрки.
Пятикратная чемпионка СССР.